# Roman Sloboda
Roman Sloboda (* 14. ledna 1987, v Nitře) je slovenský fotbalový záložník, od července 2016 bez angažmá.

## Klubová kariéra
Svoji fotbalovou v rodné Nitře, kde se postupně propracoval až do prvního mužstva. V roce 2010 odešel na hostování do Zlatých Moravců. V roce 2012 přestoupil do polského Zagłębie Lubinu, odkud po roce zamířil do Mladé Boleslavi. V týmu podepsal dvouletý kontrakt, ale po půl roce mu byla smlouva předčasně ukončena.